# Parque nacional Forlandet
El parque nacional Forlandet queda en el archipiélago noruego de las Svalbard. El parque se creó por resolución real el 1 de junio de 1973 e incluye toda la isla de Prins Karls Forland así como el mar que la rodea. El parque nacional tiene así una superficie de tierra de 616 km² y una zona marina de 4031 km², en total, 4647 km². 
Esta zona es reconocida por ser el sitio más septentrional en el que se encuentran especies como pinnípedos y araos. En la región hay numerosos restos arqueológicos de cazadores y balleneros noruegos y rusos.  

## Referencias

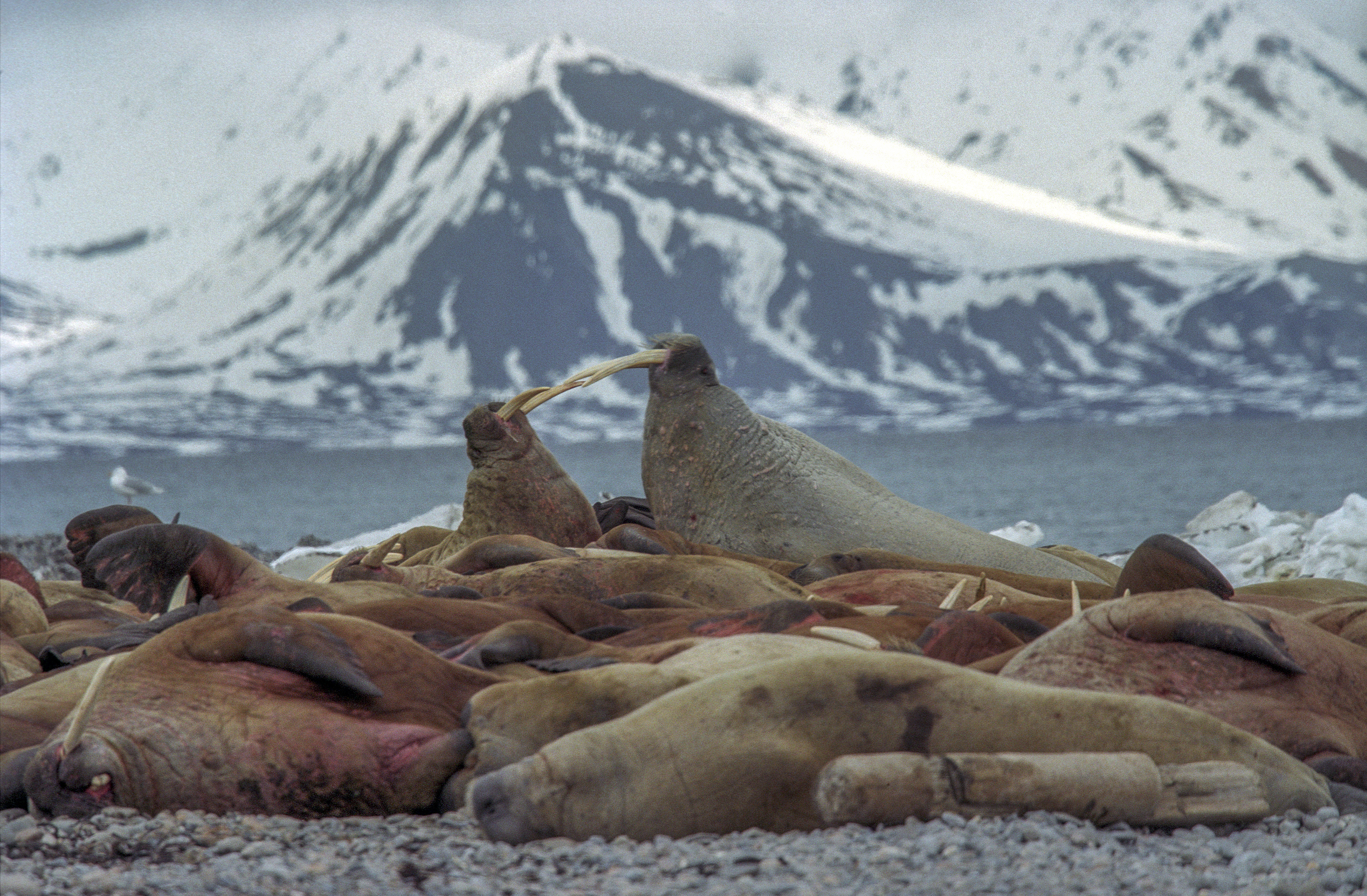
Colonia de morsas en Prins Karl Forland, fotografiada en 2003